# Marek Čech
Pour les articles homonymes, voir Čech (homonymie).
Marek Čech est un footballeur international slovaque né le 26 janvier 1983 à Trebišov. Il joue au poste d'arrière gauche mais peut évoluer en tant que milieu défensif. Il est l'arrière gauche titulaire de la sélection slovaque.

## Carrière
- 2000-2004 : Inter Bratislava  Slovaquie
- 2004-2005 : Sparta Prague  Tchéquie
- 2005-2008 : FC Porto  Portugal
- 2008-2011 : West Bromwich Albion  Angleterre
- 2011-2013 : Trabzonspor  Turquie
- 2013-2014 : Bologne FC  Italie
- jan. 2015-2015 : Boavista FC  Portugal
- mars 2016-2016 : Calcio Côme  Italie

## Palmarès
| - Inter Bratislava - Mars Superliga - Champion : 2001 - Coupe de Slovaquie - Vainqueur : 2001 |  | - Sparta Prague - Gambrinus Liga - Champion : 2005 |

| - FC Porto - Superliga - Champion (3) : 2006, 2007 et 2008 - Coupe du Portugal - Vainqueur : 2006 - Supercoupe du Portugal - Vainqueur : 2006 |

## Sélections
- 52 matchs et 5 buts avec la Slovaquie depuis 2004